# فرودگاه تنب کوچک
فرودگاه تنب کوچک فرودگاهی نظامی است که در جزیره تنب کوچک در استان هرمزگان ایران قرار دارد.